# Château du Puy du Fou
 (mai 2022).
 (mai 2022).
Pour les articles homonymes, voir Puy du Fou (homonymie).
Le château du Puy du Fou est un château français situé en Vendée. Ses vestiges les plus récents sont de style Renaissance. Ce château est un remaniement d'un château fort du XVe siècle.

## Histoire

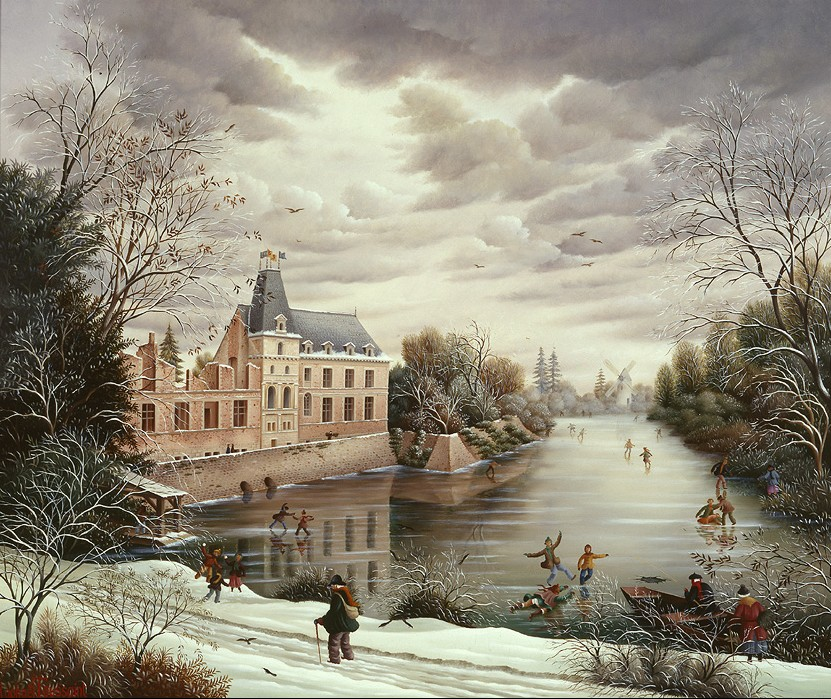
Le Château du Puy du Fou sous la neige, fantaisie historique de Raphaël Toussaint (1991).

L'actuel château, construit dans le style de la Renaissance par les architectes manceaux Jean Masneret et René Guitton en remplacement d'édifices plus anciens, est dû à François II du Puy du Fou (1496-1548). La construction demeura inachevée et le château fut vendu en 1659.
Le 21 janvier 1794, pendant la guerre de Vendée, une colonne infernale dirigée par le général Boucret vient brûler le château et les villages alentour.
Le château est classé monument historique en 1974 et en 1986. En 1977, le conseil général de la Vendée l'achète et y crée, avec l'aide de l'État et dans l'esprit des projets muséographiques de Georges-Henri Rivière, un écomusée (ainsi qu'un centre de recherches et de documentation) animé par le conservateur départemental Francis Ribémont. Cet écomusée a depuis fermé ses portes, ses collections ayant rejoint en 2006 L'Historial de la Vendée, nouvel équipement muséographique réalisé aux Lucs-sur-Boulogne par le conseil général.
Dès 1977, le château est le théâtre d'un spectacle historique, nommé La Cinéscénie et créé par Philippe de Villiers. Ce spectacle met en scène l'histoire romancée de la Vendée depuis le Moyen Âge. Le château connaît un nouvel aménagement d'octobre 2013 à avril 2014, afin d'accueillir le spectacle du Puy du Fou (parc né à la suite du succès de La Cinéscénie) nommé La Renaissance du Château : de nombreuses tentures et du mobilier cherchent à rappeler l'époque de François Ier. Dans ce spectacle, le visiteur est invité à découvrir l'intérieur du château et son histoire à la recherche de la signification de la devise du Puy du Fou.

« C'est à jamais » :
| Blason | Blasonnement : De gueules à trois macles d'argent ordonnées 2 et 1. Commentaires : Les armes de Renaud du Puy du Fou, au Moyen Âge. |

## Crédits
- Cet article est partiellement ou en totalité issu de l'article intitulé « Puy du fou » (voir la liste des auteurs).

#### Articles
- 1981 : Jean Vincent, « Les Épesses (Vendée). Lieu-dit le Bois de l'Étang [compte-rendu] », Archéologie médiévale (revue), Persée, t. 11,‎ 1981 (e-ISSN 2608-4228, lire en ligne)
- 1982 : Jean Vincent, « Les Epesses (Vendée). Le Bois de l'Étang [compte-rendu] », Archéologie médiévale, Persée, t. 12,‎ 1982 (e-ISSN 2608-4228, lire en ligne)
- 1983 : Jean Vincent, « Les Epesses (Vendée). Le Bois de l'Étang [compte-rendu] », Archéologie médiévale, Persée, t. 13,‎ 1983 (e-ISSN 2608-4228, lire en ligne)
- 1984 : Jean Vincent, « Les Epesses (Vendée). Le Bois de l'Étang [compte-rendu] », Archéologie médiévale, Persée, t. 14,‎ 1984 (e-ISSN 2608-4228, lire en ligne)
- 1985 : Jean Vincent, « Les Epesses (Vendée). Le Bois de l'Étang [compte-rendu] », Archéologie médiévale, Persée, t. 15,‎ 1985 (e-ISSN 2608-4228, lire en ligne)
- 1986 : Jean Vincent, « Les Epesses (Vendée). Le Bois de l'Étang [compte-rendu] », Archéologie médiévale, Persée, t. 16,‎ 1986 (e-ISSN 2608-4228, lire en ligne)
- 1987 : Jean Vincent, « Les Epesses (Vendée). Le Bois de l'Étang [compte-rendu] », Archéologie médiévale, Persée, t. 17,‎ 1987 (e-ISSN 2608-4228, lire en ligne)
- 1988 : Jean Vincent, « Les Epesses (Vendée). Le Bois de l'Étang [compte-rendu] », Archéologie médiévale, Persée, t. 18,‎ 1988 (e-ISSN 2608-4228, lire en ligne)
- 1989 : Jean Vincent, « Les Epesses (Vendée). Le Bois de l'Étang [compte-rendu] », Archéologie médiévale, Persée, t. 19,‎ 1989 (e-ISSN 2608-4228, lire en ligne)
- 1990 : Jean Vincent, « Les Epesses (Vendée). Le Bois de l'Étang [compte-rendu] », Archéologie médiévale, Persée, t. 20,‎ 1990 (e-ISSN 2608-4228, lire en ligne)